# Calamus brandisii
Calamus brandisii är en enhjärtbladig växtart som beskrevs av Odoardo Beccari. Calamus brandisii ingår i släktet Calamus och familjen Arecaceae. Inga underarter finns listade i Catalogue of Life.